# Махалија Џексон
Махалија Џексон (енгл. Mahalia Jackson; Њу Орлеанс, 26. октобар 1911 — Евергрин Парк, 27. јануар 1972) је била америчка црначка госпел пјевачица. Сматрана је најбољом у историји тог музичког жанра.